# Fernão Carvalho
Fernão Carvalho est le 4e capitaine-major du Ceylan portugais.